# هجوم عمان 2017
في 23 يوليو 2017، نفذ هجوم على نائب مدير أمن السفارة الإسرائيلية في عمان، الأردن. وأصاب المهاجم المسؤول الإسرائيلي بمفك البراغي الذي أطلق النار على المهاجم وقتله. كما أطلق المسؤول النار دون قصد على مالك أردني ثم أعلن وفاته. وكان المهاجم نجارا جاء لتركيب أثاث في شقه استاجرتها السفارة سواء داخل مجمع السفارة الإسرائيلية أو بالقرب منه.

## الخلفية
كانت التوترات بين إسرائيل والأردن عالية عقب إطلاق النار على الحرم القدسي 2017 في 14 يوليو، والتدابير الأمنية الجديدة، وأعمال الشغب التي أعقبت إطلاق النار. وأدان المتحدث باسم الحكومة الأردنية إغلاق إسرائيل للحرم الشريف والمسجد الأقصى ودعتها إلى إعادة فتحها فورًا أمام المصليين. بعد توجيه انتقادات إلى إسرائيل لعدم قيامها بذلك، أدان الملك عبد الله الثاني في مكالمة هاتفية في 16 يوليو مع رئيس الوزراء الإسرائيلي بنيامين نتانياهو الهجوم، ودعا إلى الهدوء وإعادة فتح الأقصى. في 16 يوليو، انتقد برلمان الأردن إغلاق الحرم الشريف ونظم صلاة تكريمًا للمهاجمين. وأشاد عاطف الطراونة رئيس مجلس النواب بالمهاجمين ووصفهم بأنهم «شهداء يدافعون عن الفلسطينيين»، بينما ألقى اللوم أيضًا على «الاحتلال الإسرائيلي» كسبب للهجوم.
وفي يوم الجمعة 21 يوليو، نظمت الجماعات الإسلامية واليسارية احتجاجًا في عمان ضد التدابير الأمنية الجديدة في الحرم الشريف.

## المهاجم
تم التعرف على المهاجم بأنه محمد جواودة البالغ من العمر 17 عامًا، والمالك الطبيب المسيحي بشار حمارنة.
طالبت أسرة المعتدي (جواودة) بفرض عقوبة الإعدام على النائب الإسرائيلي. ووصف والد المعتدي بأنه «شهيد»، رغم أنه لم يكن متأكدًا مما إذا كان ابنه سينفذ هجومًا.

## فيما بعد
بالتزامن مع محاولة إجلاء البعثة الدبلوماسية الإسرائيلية، كان هذا الحدث تحت أمر منع النشر من قبل الرقيب العسكري الإسرائيلي خلال مساء وليلة الهجوم.
وفقًا لما ذكره الحجاج اليهود الأرثوذكس المتشددون إلى قبر هارون في الأردن، في ليله الهجوم، داهمت الشرطة الأردنية الفندق الذي كانوا يقيمون فيه، ومنعت أعضاء المجموعة من الصلاة قائلة أن الصلاة اليهودية ممنوعة في الأردن بأكمله، وهددت السياح بالقبض عليهم إذا كانوا يصلون، كما قيل أن الأردنيين صادروا أدوات دينيه مثل التيفيلين والتاليت. وقد منعت الشرطة حوالي 20 عضوًا من المجموعة من مغادره فندقهم. وذكرت وزارة الخارجية الإسرائيلية أنها على اتصال بالمجموعة ونصحتهما بالبقاء بعيدًا عن الأنظار.
قامت أسرة المهاجم بمظاهرة احتجاج في عمان في الليلة التالية للهجوم، ودعات إلى تطبيق عقوبة الإعدام على مسؤول الأمن الإسرائيلي وطرد السفيرة الإسرائيلية. وفي مساء يوم 24 يوليو، سمح الأردن لموظفي السفارة بمن فيهم ضابط الأمن المصاب بالعودة إلى إسرائيل.